# سكوت ك. إيفانز
سكوت ك. إيفانز (بالإنجليزية: Scott K. Evans)‏ هو سياسي أمريكي، ولد في 8 سبتمبر 1965 في اتلانتيك سيتي في الولايات المتحدة. حزبياً، نشط في الحزب الديمقراطي. وقد انتخب عمدة اتلانتيك سيتي, نيوجيرسي.